# Орлич-Дрешер, Густав
Гу́став Конста́нтин О́рлич-Дре́шер, псевдоним «Орлич» (пол. Gustaw Konstanty Orlicz-Dreszer; польский: [ˈgustav kɔnˈstantɨ ˈɔrit͡ʂ-ˈdrɛʂɛr]; 2 октября 1889, Ядув, Радзыминский уезд, Варшавская губерния, Царство Польское — 16 июля 1936, близ Гдыни, Поморское воеводство, Польша) — генерал дивизии польской армии, кавалерист, офицер Польских легионов, член Польской военной организации, участник Первой мировой, польско-украинской и советско-польской войн. Являлся президентом Морской и колониальной лиги вплоть до своей гибели в авиационной катастрофе.
В детстве играл важную роль в школьных национальных кружках, в том числе являлся одним из руководителей школьной забастовки во время Первой русской революции. В дальнейшем — ведущий активист национального молодёжного объединения во всём Царстве Польском. Несмотря на это являлся противником революции. Во время Первой мировой войны изначально воевал на стороне Российской империи, но затем дезертировал в Австро-Венгерскую армию, под командование Пилсудского. Несмотря на желание пойти в пехоту, был определён в кавалерию в состав отряда «Семи уланов Белины». Во время боёв показал себя с лучшей стороны сначала как солдат, а затем и как командир небольших подразделений. После войны проявил себя одним из самых верных последователей Пилсудского, командовал мятежными войсками во время майского переворота. После утверждения Орлича-Дрешера на пост президента Морской и речной лиги он активно вёл переговоры с другими государствами в целях роста колониального влияния Польши. 
В честь Орлич-Дрешера названы улицы в различных населённых пунктах Польши.

## Биография

### Детство и юность
Густав Констанций Орлич-Дрешер родился 2 октября 1889 в Ядуве, Радзыминский уезд. Был вторым из четырёх сыновей Яна Августа Дрешера (родился 17 апреля 1863 года) — юриста и нотариуса — и Эмилии, урождённой Руш. Оба родителя были евангелистами Аугсбургского вероисповедания. Он вырос вместе со своими братьями в Ченстохове, в которую его семья переехала в 1900 году. Его братьями были Зигмунт, Рудольф и Юлиуш. В том же году отец сменил написание собственной фамилии с Drescher на Dreszer. Отец вёл адвокатскую, а затем и нотариальную практику в своей фирме. Патриотическое воспитание, а также принадлежность отца к национал-демократическому лагерю (с 1900 года он член тайной Национальной лиги, а затем открытой Демократической национальной партии) на некоторое время приблизили политические симпатии братьев к национальной демократии. Поэтому в гимназии, в которой они обучались, братья, в особенности Густав и Зигмунт, играли важную роль в молодёжном национальном кружке. Когда Густаву было 14 лет, в 1903 году его приняли в тайную национальную молодёжную организацию «Пшишлосьц» (пол. Przyszłość, «Будущее»), также известную как «Пет» (пол. Pet). Младшие школьные кружки находились в ведении тайного академического объединения польской молодёжи «Зет». Во время Первой русской революции Густав был одним из важнейших руководителей школьной забастовки, выступающую за раздел России, спровоцированной левыми партиями по образцу России, но при этом Дрешер был противником революции. Густав был одним из лидеров «Пета», а позже — стал её ведущим активистом в Царстве Польском в общем, и благодаря его вкладу Ченстохова стала центром OMH (пол. Organizacja Młodzieżowa Narodowa, «Национальная молодежная организация») — организации, собравшейся вокруг Густава.

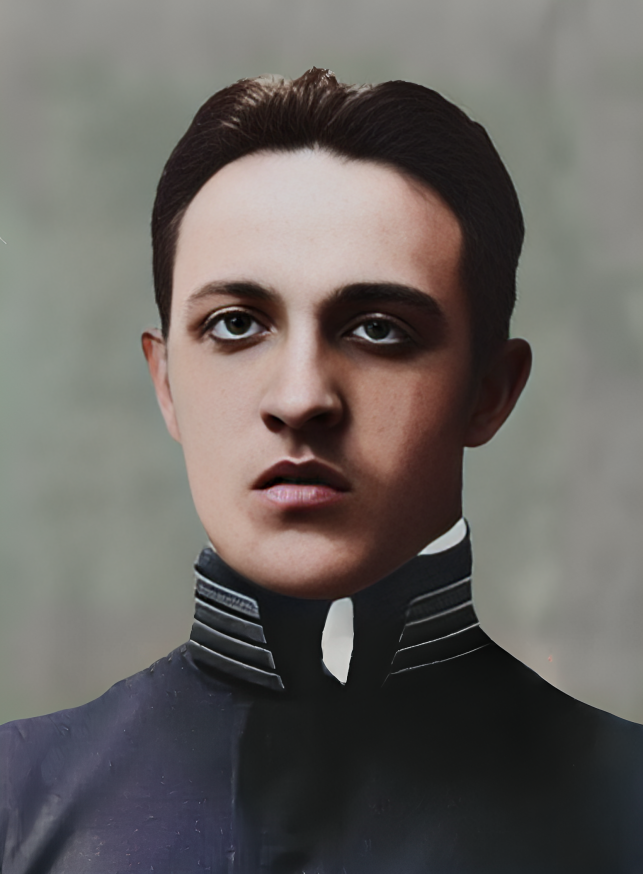
Густав Дрешер во время учёбы в гимназии

В 1908 году окончил 4-ю среднюю школу имени Генрика Сенкевича в Ченстохове и решил посвятить себя изучению права. Он изучал право в университете имени Яна Казимира во Львове, затем коммерцию в Леодиуме в Бельгии. За это время он максимально был посвящён в заговор «Зета» — в «братские кружки». Позже он стал одним из ведущих активистов общественного отделения «Зет» в западноевропейских университетах, которым было Союз польских молодёжных объединений за рубежом (пол. Zjednoczenie Towarzystw Młodzieży Polskiej Zagranicą). Он был одним из тех членов «Зета», которые не присоединились к «Заржеву» (пол. «Zarzewie») — часть структур «Зета», которая после получения «Зетом» в 1909 году идеологической независимости откололась и образовала собственную организацию, члены которой были более радикальными по поводу методов ведения революционной деятельности и не одобряли просветительскую работу «Зета».
В 1910 году был отозван «Зетом» в Варшаву для того, чтобы поддержать бойкот государственных университетов и русской школы в столице Царства Польского и в провинции. Он сыграл в этом очень важную роль, способствуя консолидации бойкотной деятельности национальной, заржевской и прогрессивно-независимой молодёжи. В этот период решительная позиция по этому вопросу и ясные лозунги независимости приблизили «Зет» к лагерю ирредентистов независимости. В этот же период работал бухгалтером в варшавской кинематографии «Сфинкс».
С ноября 1911 года по 1913 проходил двухлетнюю службу в русской армии в рядах 14-го Митавского гусарского полка, дислоцированного в Ченстохове. За время службы он сдал офицерский экзамен и получил звание хорунжего. Вернувшись к гражданской жизни, сохранив связь с первоначальным подпольем, он начал двухлетнее обучение в академии экспорта в Гавре, Франция. Однако его завершению летом 1914 года помешало уже ожидаемое начало войны в Европе.

### Первая мировая война

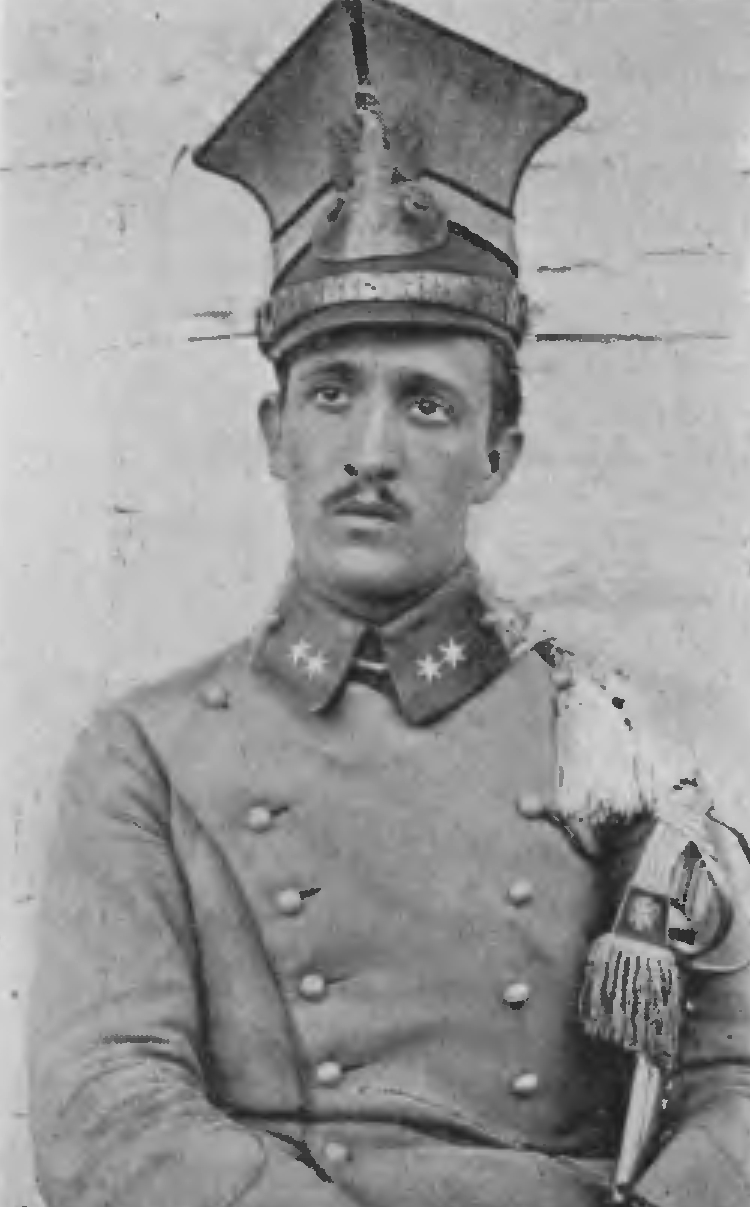
Улан-поручик Густав Орлич-Дрешер в 1915 году

3 августа 1914 года, с началом Первой мировой войны, он был мобилизован в российскую армию в звании хорунжего кавалерийского резерва и направлен в 3-й эскадрон 14-го Митавского гусарского полка дивизии генерала Александра Новикова. В первой половине августа 1914 части этой дивизии вступили в районе Кельце в бой с частями войска Пилсудского, которые прибыли из Галичины и сражались на стороне австро-венгерской армии. Решение о дезертирстве было ускорено вынужденным присутствием Густава при казни русским молодого польского разведчика. Возможность покинуть русские ряды представилась 14 августа во время боя его эскадрона с отрядом стрелков на реке Ниде у села Бжеги. Конная переправа Дрешера через болотистую реку между стреляющими друг в друга частями увенчалась успехом. Попасть сразу в ряды частей Пилсудского человеку в иностранной форме, только что перешедшему линию фронта, было не так просто, но благодаря удачному разговору с командующим и поручительству со стороны членов прогрессивных молодёжных организаций, с которыми Густав встречался на митингах в Бельгии и которые находились в этих частях, для Дрешера всё проходит удачно. 17 августа Густав представил Пилсудскому докладную и просил приписать его в пехоту, аргументируя это тем, что это самый важный элемент в бою, но командующий несмотря на это отправил его в кавалерию. В тот же день он был включён в личный состав отряда «Семи уланов Белины» став восемнадцатым уланом, а также взял псевдоним «Орлич».
Переправа через Вислу Орлич-Дрешера стала популярной среди сослуживцев. В сентябре 1914 года кавалеристам отряда Белины был дан приказ переправиться через реку в устье реки Дунаец. Вопреки приказу, Густав пересёк реку не со всем своим взводом, что заняло бы больше времени, а всего с четырьмя добровольцами. Далее отряд двинулся к Новы-Корчину, где совершил атаку на не ожидающих такого манёвра русских. Из-за неожиданности в рядах русской армии началась паника и они оставили свои позиции. Через пару дней, несмотря на лёгкое ранение ноги, Дрешер принял участие в бою, завершившемся разгромом казачьей сотни. В октябре 1914 году он был назначен поручиком. Летом 1915 года Пилсудский приказал своим формированиям, в чьих числе был и Орлич, захватить Люблин, который был оставлен русскими, раньше австрийских войск. 30 июня Густав и другие солдаты промаршировали перед Люблинским собором.

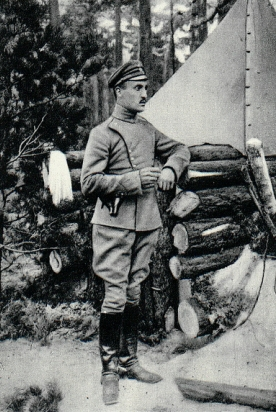
Ротмистр Густав Орлич-Дрешер, между 1915 и 1916 годами

С 19 сентября 1915 года после приказа Пилсудского в Ковеле — ротмистр, однако командование Польских легионов не признавало подобные независимые приказы Пилсудского и лишь в июне 1916 года Орлич станет утверждённым ротмистром, командуя до этого момента лишь половиной своих подчинённых формирований. Ценимый Пилсудским с самого начала как солдат, Густав сравнительно быстро вошёл в круг доверенных офицеров, которым командующим поручал различные задачи политического характера, требовавшие определённого опыта и связей, какими обладал Дрешер, работавший в «Зете». Орлич был ответственен за вербовочную кампанию в легионы, а точнее в 1-й полк Пилсудского, проведённой в южной части Царства Польского (в том числе и в родной Ченстохове) в период с сентября по октябрь 1914 года. Участие в наборе добровольцев в 1-ю бригаду, независимую от штаба Польских легионов, приблизило Орлича к самым доверенным лицам при Пилсудском. Густав был одним (возможно, единственным) из тех сторонников «Зетов», которые несмотря на членство в «Зете», ставили на первое место верность Пилсудскому и его непоколебимость. Воевал в рядах 1-го уланского полка Польских легионов до конца декабря 1916 года, а с января 1917 года — в 1-м полку пехоты Легионов сначала в должности командира роты, а затем — батальона. После Кризиса присяги, отказавшись присягать на верность Центральным державам, он был интернирован вместе с несколькими офицерами и солдатами бывшего 1-го уланского полка в Щипёрно. Когда начальство лагеря в Щипёрно узнало, что вместе с интернированными солдатами были ранее руководившие ими офицеры, некоторые из них, а также сам Дрешер, были переведены в каторжный лагерь в Хафельберге, где Густав встретил своего отца. В середине октября 1917 года офицеры легиона были переведены в лагерь в Раштатте с более строгим режимом, а в ноября — в лагерь в Верле, где они пробыли 11 месяцев. Выпущен в 1918 году. Во время пребывания Густава в Верле, в июне 1918 года в Кракове состоялся съезд братства «Зет», на котором 12 делегатов от имени «100 братьев и сестёр», отсутствующих на съезде, подали прошение о «бессрочном отпуске». Фактически «Зет» перестала существовать, а Дрешер также не числился её членом.

### Межвоенный период
После возвращения из Верля в Варшаву около 20 октября 1918 года Дрешер и сопровождающие его офицеры представились главнокомандующему военнопленными и руководителю ПОВ полковнику Эдварду Рыдз-Смиглы. Вскоре они, в том числе и Густав, получили приказ отправиться в районы Польши, оккупируемые австрийской армией, и в условиях ожидаемого краха Габсбургской монархии, получили задачу разоружить военные гарнизоны, захватить военные склады и организовать ядро польских вооружённых сил. Орлич был направлен в Хелм, где во главе местных военнопленных поляков и группы солдат расформированного в России Польского корпуса 2 ноября разоружил 2-тысячный австрийский гарнизон, а затем приступил к формированию пехотных и кавалерийских частей в городе и округе (35-й пехотный полк и 1-й уланский (позже кавалерийский) полк). Он был назначен руководителем ПОВ в Хелме. Он также вербовал в польскую армию итальянских военнопленных и чешских дезертиров из австро-венгерской армии. В честь признательности Дрешеру было присвоено звание майора 9 ноября Эдвардом Рыдз-Смиглым, который тогда в течение двух дней был министром военных дел во Временном правительстве.

#### Польско-украинская война
Среди частей, сформированных под руководством Дрешера, был 1-й уланский полк, офицерский кадровый состав которого в большинстве своём состоял из офицеров бывшего 1-го уланского полка Польских легионов. В начале декабря 1918 года майор Дрешер выступил в район Сокаля во главе группы, состоявшей из пехотного батальона майора Владислава Боньча-Уздовского и эскадрона 1-го уланского полка для противодействия войскам Украинской Народной Республики, атакующим территории близ Хелме из района Волыни. 10 декабря во главе этой группы Дрешер добился значительного тактического успеха в бою под Долхобычувом. Значение боя, первого в истории полка, переименованного в начале января 1919 года в 1-й кавалерийский полк, было настолько велико, что 10 декабря в память об этом бою стало полковым праздником. В январе года полк в составе 1-й кавалерийской бригады принимал участие в операциях в восточной Малой Польши против украинской Галицкой армии, успешно проведённые в сложных зимних условиях. Особым успехом полка стало взятие Кристинополя (ныне Червоноград) 28 января 1919 года благодаря конной атаке 4-го эскадрона, руководимого лично Орличем.

#### Советско-польская война
В апреле 1919 года 1-й кавалерийский полк, входящий в состав объединённой группы подполковника Белины-Пражмовского, принял участие в Виленской операции. Кавалерийские части, в коих числе был Дрешер, ворвались в обороняемый советскими войсками Вильно (ныне Вильнюс) и удерживали захваченные позиции до подхода собственной пехоты, благодаря чему 21 апреля Вильно оказался в руках поляков. После оборонительных боёв за город, которые обернулись успехом для польских солдат, Густав нередко командовал пехотными, кавалерийскими и артиллерийскими ударными группами, пока польское войско продвигалось до Дзвины 10 сентября.
В этот период майор Дрешер проявил характерные для выдающихся военачальников качества. Командующий Литовско-Белорусским фронтом генерал Станислав Шептицкий писал про Орлича следующее:
«Командир кавалерии первого класса; смелый, инициативный, предприимчивый, обладающий прекрасным влиянием на солдата, обладающий военными знаниями. Он заслуживает командовать кавалерийской бригадой».
Подобная оценка от генерала с десятилетним военным опытом может показать, что Дрешер был неплохим командующим, особенно учитывая то, что он был самоучкой, и по большей части его военная карьера сложилась во время войны. Однако, умело командуя основными частями, Густаву не удалось в этих боях избежать высоких потерь — такова стоимость манёвренных действий в этой войне, которые несомненно принесли успех. Тем более, что враг — не менее обученная Красная армия.
Дрешер, убеждённый, что полк за почти год боевых действий заслужил достаточно хорошую репутацию, чтобы иметь возможность носить имя командующего в своём названии, в декабре 1919 года обратился к главе государства и главнокомандующему с просьбой принять на себя покровительство полка. Он подчеркнул, что выполняет постановление офицерского корпуса 1-го уланского полка Польских легионов, принятое перед Кризисом присяги в июле 1917 года, ссылаясь тем самым на легионерское происхождение своего подразделения. Пилсудский принял покровительство, и с этого момента полк стал называться 1-м кавалерийским полком имени Юзефа Пилсудского.
Во главе полка Густав принимал участие в Киевской операции. 25 апреля 1920 года в составе 7-й кавалерийской бригады генерала Александра Романовича полк выступил в поле у Малина, целью которого было отрезать путь отхода советским войскам, отступающим от Коростня в результате действий польских войск. Однако советское войско прорвало бригаду, которая была ослаблена и раздроблена, а сам Дрешер был тяжело ранен в бою у железнодорожной станции в Малине. Он вернулся в свой полк в начале июня 1920 года и принял с ним участие в контратаке резервной армии Казимежа Соснковского на Северо-Восточном фронте.

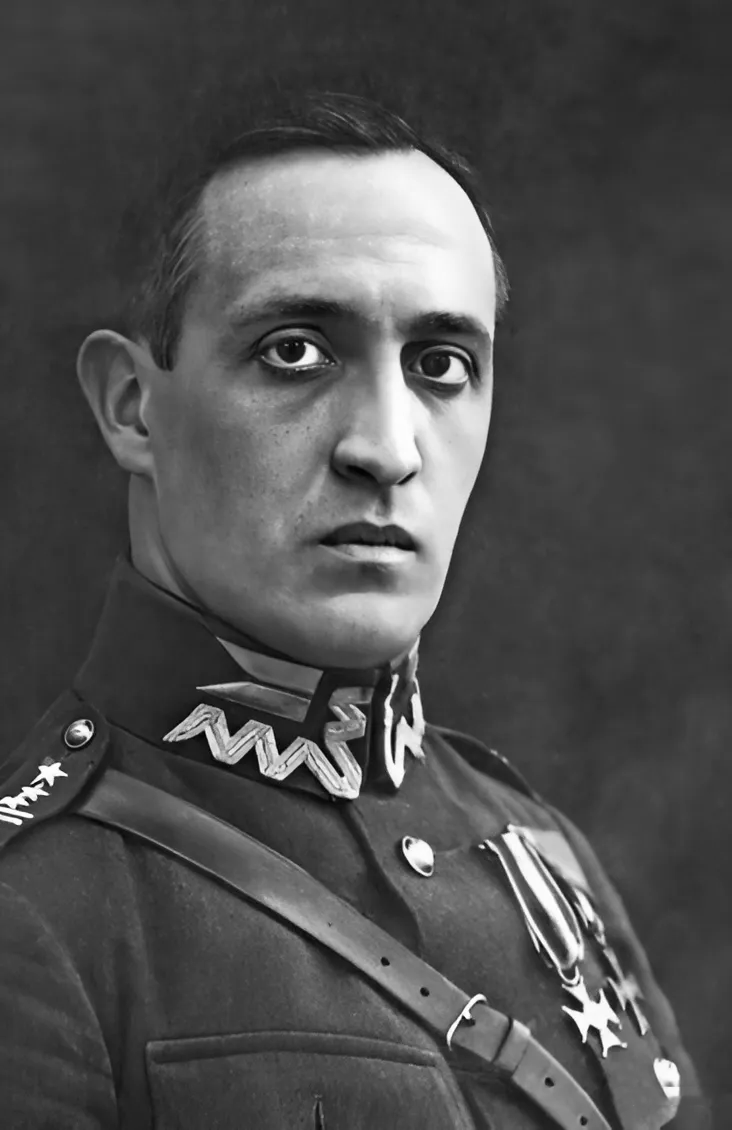
Полковник Густав Орлич-Дрешер в форме 1-го кавалерийского полка

Из Варшавы Густаву было присвоено звание полковника, что было выражением признательности Пилсудского за его отношение к бою и его командирскую квалификацию. Тем более, Пилсудский уже знал, что ему понадобятся энергичные и агрессивные командиры более крупных кавалерийских частей, которые смогут противостоять 1-й Конной армии Семёна Будённого — главной причине отступления польских войск из Киева.
12 июля 1920 года полковник Густав Орлич-Дрешер принял командование наспех сформированной 4-й кавалерийской бригадой, в состав которой, помимо 1-го кавалерийского полка, входили 2-й кавалерийский полк и два уланских полка: 8-й и 16-й. Бригада, входившая в состав группы генерала Яна Савицкого, направились из Замосьца на Юго-Восточный фронт, чтобы остановить наступление 1-й Конной армии. Из-за отсутствия должной координации действий польского командования на уровнях армии и фронта, попытки вывести Конную армию из боя не принесли успехов. Поскольку 1 августа пал Брест, провалился и замысел польского контрнаступления с линии Буга, поэтому решающее сражение было решено вести на гораздо более обширном участке фронта, чем планировалось изначально. В ходе тяжёлых боёв с Красной армией, которые продолжались до начала августа, Дрешер показал себя хорошим командиром не только в рамках своей бригады, но и в целом всей оперативной кавалерийской группы и в общем 2-й армией, под руководством которой вела бой бригада на Юго-Восточном фронте. Это доказал бой под Щуровичами 26 июля, который он вёл во главе 4-й кавалерийской бригады против частей 4-й и 6-й кавалерийских дивизий Будённого. Приказом от 14 августа Дрешер принял командование кавалерийской дивизией, сформированной в составе 5-й армии генерала Владислава Сикорского, действовавшей на северном крыле фронта.

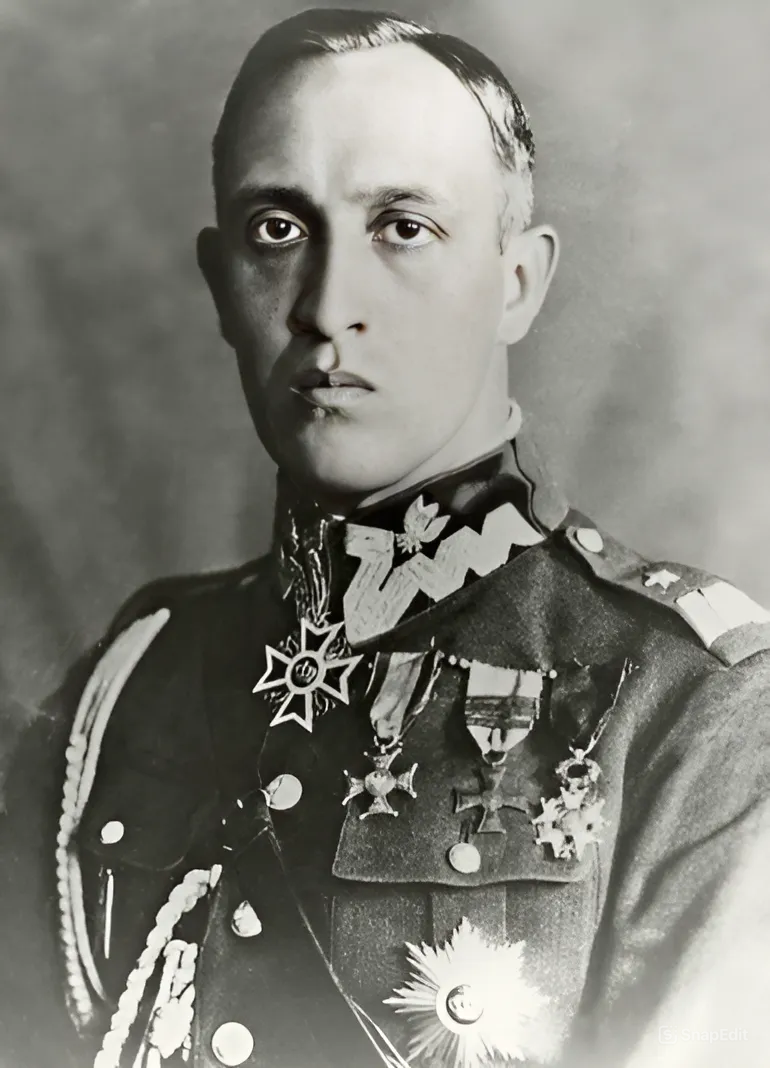
Густав Орлич-Дрешер в звании бригадного генерала и должности командира 2-й кавалерийской дивизии

Шестиполковая дивизия в составе 1-го и 201-го кавалерийских полков, 2-го, 108-го, 115-го и 203-го уланских полков только формировалась, поэтому полковник Дрешер пока что лишь во главе 9-й кавалерийской бригады (1-й и 201-й кавалерийские полки) прикрывал 16—17 августа дорогу, идущую через Плоньск в сторону Рацёнжа, прямо в тыл армии генерала Сикорского, от частей 18-й и 54-й стрелковых дивизий 4-й Советской армии. Победу в этом бою против более сильного противника обеспечила атака 1-го кавалерийского полка майора Ежи Гробицкого. Только после прибытия основных сил дивизии и подчинённых Густаву частей 8-й пехотной бригады, Дрешер мог предпринять действия по разгрому врага, который после поражения в Варшавской битве пытался продвинуться на территорию Восточной Пруссии. В последующие дни кавалерийская дивизия успешно разгромила части 18-й стрелковой дивизии в районе между Млоцком и Хотумом. Из-за ошибок, допущенных на уровне командования Северным фронтом генералом Юзефом Халлером, а также 5-й армии, дивизия Дрешера не смогла перерезать путь отхода 3-у кавалерийскому корпусу Гая, который 25 августа пересёк польско-немецкую границу и вошёл на территорию Восточной Пруссии.

В начале сентября 1920 года дивизия полковника Дрешера уже как 2-я кавалерийская дивизия была отправлена на Волынь для присоединения к вновь сформированному кавалерийскому корпусу под командованием полковника Юлиуша Руммеля, который также командовал 1-й кавалерийской дивизией, входившей в этот корпус. В тяжёлых боях обе дивизии корпуса вышли на рубеж Случи, а затем в начале октября приняли участие в успешном кавалерийском рейде на Коростень, Вернувшись к Случи на время перемирия, Руммель писал про Дрешера:
«Полковник Дрешер — один из лучших кавалерийских командиров. [Он] уже тысячу раз заслужил орден Военной доблести и должен быть первым, кто получит его».
После войны Орлича действительно наградили орденом Военной доблести 5-й степени, а также четырёхкратно крестом Храбрых.
После рейда участие Дрешера в войнах за восстановление польских границ прекратилось, хотя в мае 1921 года, во время Третьего силезского восстания, выдвигалась кандидатура Густава на пост главнокомандующего операцией, после того как первый её командир подал в отставку. Однако, когда военные действия в Силезии подходили к концу, нужды в способных военачальниках не было.

#### Мирное время
17 июля 1921 года он был назначен инспектором по вождению при армейском инспекторе № 2 в Варшаве. 1 июня 1924 года он был назначен командиром 2-й кавалерийской дивизии. В это же время, с 15 ноября 1923 по 15 августа 1924 года, он был студентом 1-го курса Центра высших военных исследований в Варшаве. 22 апреля 1924 года ему было присвоено звание бригадного генерала.
В ноябре 1924 года он был одним из офицеров, ушедших в отставку в составе так называемой Генеральской забастовки.

15 ноября 1925 года он возглавил делегацию из нескольких десятков высокопоставленных офицеров, которые представили маршалу Юзефу Пилсудскому предложения по наведению политического порядка в стране. Во время празднования годовщины восстановления независимости Польши он произнёс знаменитую речь, зачитанную как декларацию обязательств перед запланированным вооружённым переворотом:
«Когда мы обращаемся к вам сегодня, мы также испытываем боль и страх, которые приходят домой вместе со страданиями. Мы хотим, чтобы вы поверили, что наши горячие пожелания, чтобы вы не отсутствовали в этом кризисе, оставив сиротами не только нас, ваших верных воинов, но и Польшу, — это не просто обычные торжественные комплименты, а то, что мы приносим вам, кроме благодарных сердец, и верные, закаленные в победах сабли!».
На следующий день тогдашний министр военных дел генерал дивизии, Владислав Сикорский, перевёл его в Познань на должность командира 3-й кавалерийской дивизии. 31 декабря 1925 года новый министр военных дел генерал брони Люциан Желиговский снова назначил его командиром 2-й кавалерийской дивизии. Во время майского переворота командовал мятежными войсками. В сентябре 1926 года он был назначен генералом на работу к Генеральному инспектору вооружённых сил, оставаясь командовать 2-й кавалерийской дивизией. Связанный с братоубийственными боями в столице, но также разочарованный развитием общественно-политической ситуации в Польше, он в январе 1928 года подал в отставку Юзефу Пилсудскому, не желая быть «обузой для армии и её вождя». Маршал не принял его отставку, поскольку высоко ценил его полезность для армии. Пилсудский, которого поведение Дрешера иногда удручало, сумел превратить свой гнев в шутку. Однажды он сказал Орличу: «Знаете, что я о вас думаю, генерал Дрешер? Я думаю, что если бы я застрелил вас и бросил в Вислу, вы бы поплыли в Краков, а не в Гданьск, просто назло мне».

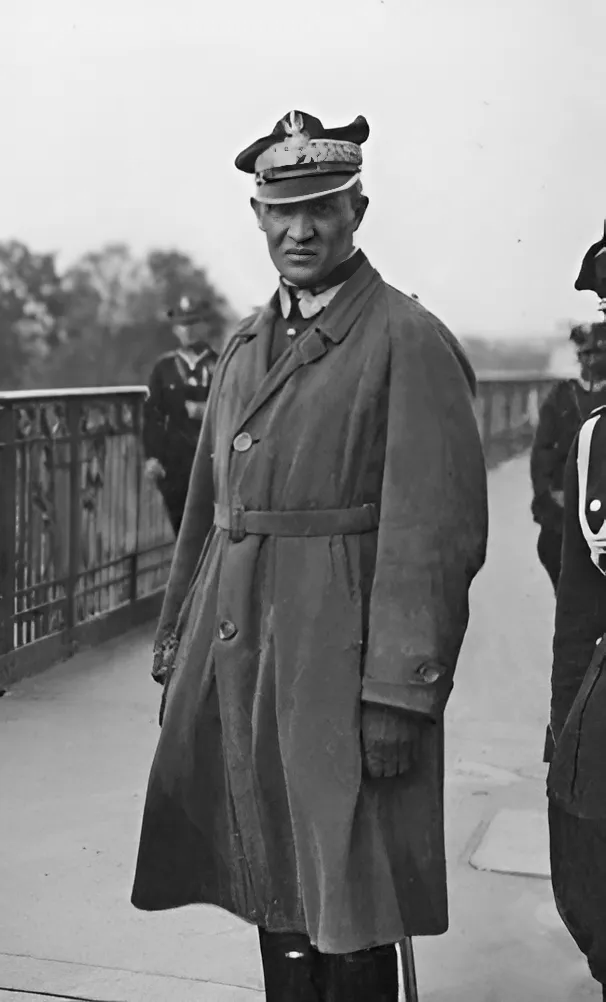
Густав Орлич-Дрешер на мосту Понятовского во время встречи Юзефа Пилсудского со Станиславом Войцеховским

Орлич мог позволить себе критиковать то, что ему не нравилось в Польше после мая 1926 года. Хотя он по-прежнему обожал маршала, он не совсем так представлял себе восстановление Польши. В его дневниках этого периода можно прочитать, что он не скрывал своего «критического отношения к некоторым методам правления и к некоторым людям».
8 ноября 1930 года он был избран президентом Морской и речной лиги. Через несколько дней, во время съезда лиги в Гдыне, под влиянием выступления Орлича о необходимости наличия у Польши заморских колоний, организация изменила своё название на Морскую и колониальную лигу. Дрешер выдвинул на первый план необходимость расширения военного и гражданского флота. Одним из средств для достижения этой цели стало создание Фонда морской обороны, позднее преобразованного в Фонд национальной обороны. Одним из самых дальновидных мероприятий лиги под руководством Дрешера были переговоры с правительством Либерии. Сотрудничество должно было включать, среди прочего: импорт либерийского сырья в Польшу и продажа оружия в Африку. В секретной части соглашения Либерия согласилась предоставить 100 000 человек в случае войны как вспомогательных солдат. Соглашение подверглось критике со стороны министра иностранных дел Юзефа Бека, который расценил его как вмешательство в полномочия своего министерства. Такой ход также не понравился США, рассматривавшие Либерию как свою сферу влияния. После смерти генерала лига основала в Бразилии два поселения: «Морская воля» и «Дрешер».

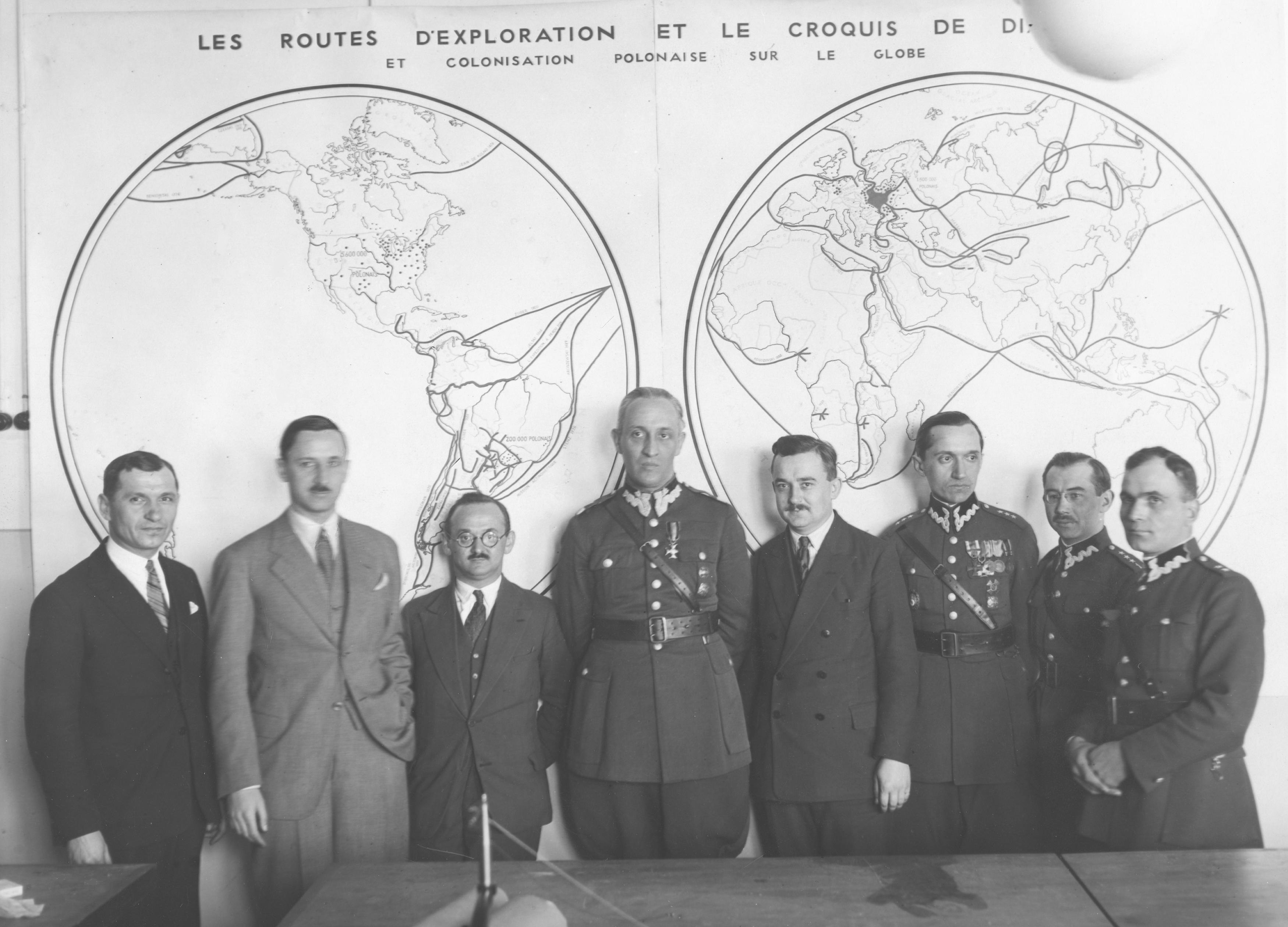
Густав Орлич-Дрешер среди коллег на Международной колониальной выставке в Антверпене в 1930 году

10 ноября 1930 года Президент Республики Польша Игнаций Мосцицкий присвоил ему звание генерала дивизии со стажем с 1 января 1931 года и 2-м местом в генеральском корпусе. 15 декабря 1930 года он был назначен армейским инспектором. 8 декабря 1933 года он участвовал в церемонии освящения порта и морского вокзала в Гдыне. 16 мая 1935 года на Мокотовских полях в Варшаве он возглавил военный парад в честь погибшего Юзефа Пилсудского. Указом президента Республики Польша от 4 июля 1936 года он был назначен на вновь созданную должность государственного инспектора ПВО с 9 июля 1936 года. Перед похоронами Пилсудского он посетил генерала Владислава Сикорского. Орлич сказал ему:
«Перед ответственными легионерами теперь стоит вопрос фундаментального пересмотра своего отношения к Сикорскому. Просто немыслимо, чтобы в крайне тяжелом и тяжелом положении, в котором сейчас находится страна, польская армия, лишённая Пилсудского, могла бы обойтись без активного сотрудничества в ее органах управления человека с квалификацией и опытом Сикорского. И поэтому, тщательно всё это обдумав, она [армия] решила завершить период борьбы, которую вела против Сикорского, и пришла к нему, чтобы предложить ему всю помощь в установлении отношений с новым военным руководством. Однако она считает, что Сикорскому следует сделать первый шаг, официально приняв участие в похоронах Пилсудского, то есть в генеральской форме».
Однако когда Сикорский обратился к организаторам похорон с просьбой о месте в процессии, ему ответили, что они сочли его предложение провокацией и не дали ему разрешения принять участие в церемонии.

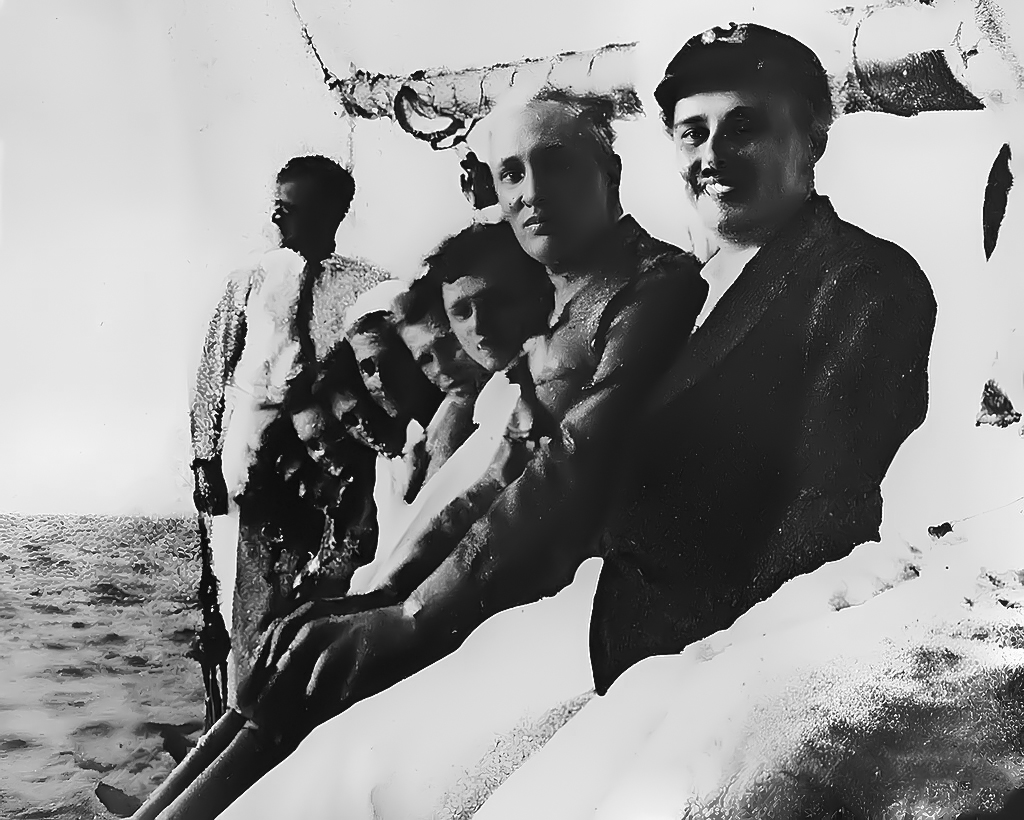
Густав Орлич-Дрешер на яхте с молодёжью из Академического морского общества, 1935 год

Многие считали Дрешера большим другом молодёжи. Он поддерживал, среди прочего, парусные команды скаутов. Он подчеркнул, что у молодого поколения необходимо развивать предприимчивость, смелость и, прежде всего, любовь к Родине. Как вспоминал его друг генерал Зигмунт Богуш-Шишко: «Он никогда не опускался до политических или личных интриг и был незнаком с двуличностью».

### Гибель
Трагически погиб 16 июля 1936 года в авиакатастрофе самолёта RWD-9 в Гданьской бухте недалеко от Гдыни, во время полёта к кораблю МС «Пилсудский», на котором находилась его вторая, американская жена Ольга Эльвира Сталиньская. Катастрофа произошла в 14:14 по местному времени. По словам очевидцев происшествия, самолёт шёл из Сопота на высоте около 1000 метров, сделал несколько кругов над немецким парусным учебным судном «Дойчланд», затем неожиданно направился к берегу. Было слышно, как неравномерно работает двигатель. Пилот, вероятно, пытался броситься на мелководье или приземлиться на берегу, чему помешал порыв ветра. В конечном итоге самолёт упал в воду глубиной примерно 5 метров. Несмотря на немедленную спасательную операцию, предпринятую через 10 минут спасателями польского Красного Креста Игнацием Вальчиком и Алоизием Каролевским, которые нырнули, чтобы попытаться добраться до людей, оказавшихся в самолёте, помощь близлежащих кораблей и реанимационные процедуры, проведённые местным врачом доктором Покутыньским, погибли все военнослужащие, находившиеся на борту самолёта: генерал дивизии Густав Орлич-Дрешер, подполковник Стефан Лот и капитан-пилот Александр Лагевский. Обломки самолёта отбуксировали к причалу в Орлово (по другой версии — порту в Гдыне), здесь были обнаружены тела погибших.

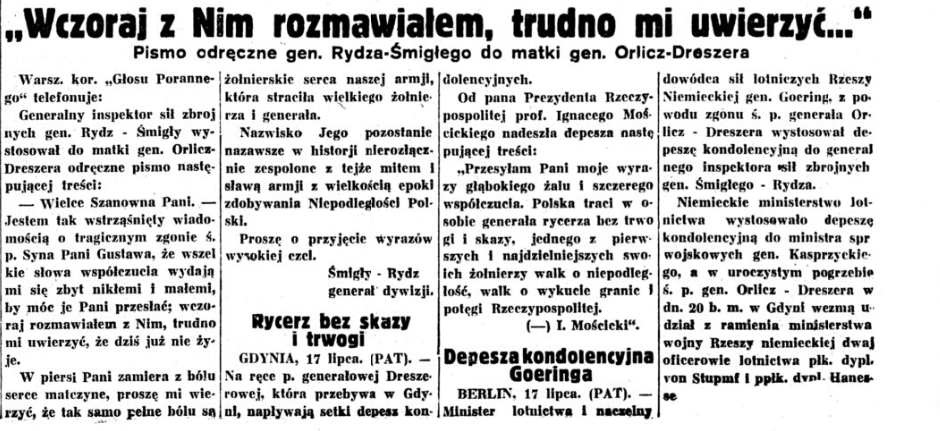
Информация в прессе о смерти генерала Густава Орлич-Дрешера, о письме соболезнования, отправленном генералом Эдвардом Рыдз-Смиглы матери покойного, телеграмме соболезнования президента Игнация Мосцицкого жене покойного и соболезнованиях, выраженных рейхсминистром авиации генералом Германом Герингом. Источник: Głos Poranny № 195, Лодзь, субботний номер от 18 июля 1936 года

Вскрытие показало, что причиной смерти генерала стал разрыв намёта мозжечка. Дрешер был похоронен 20 июля 1936 года на Военно-морском кладбище в Оксиве в Гдыне и стал первым, кто погребён там. На похоронах присутствовали военные, бывшие члены «Зета», высшие представители гражданской и военной власти (включая иностранных), в их числе маршал Сейма Станислав Царь, маршал Сената Александр Прыстор, во главе с президентом Республики Польша Игнацием Мосцицким, а также состоялся похоронный марш под руководством Эдварда Рызд-Смиглы.
Из-за того, что генерал Орлич-Дрешер не был католиком, а лютеранином, возникла проблема с организацией панихиды. Оксивский приходской священник поклялся, что не впустит в церковные ворота ни грешника, ни разведённого, ни раскольника, поэтому офицеры, принимавшие участие в церемонии, решили заранее убрать двери из церкви. 16 июля 1939 года останки генерала были перенесены в мавзолей Густава Орлич-Дрешера в Гдыне, который в сентябре 1939 года был взорван и разрушен немцами, оккупировавшими Гдыню.

## Память

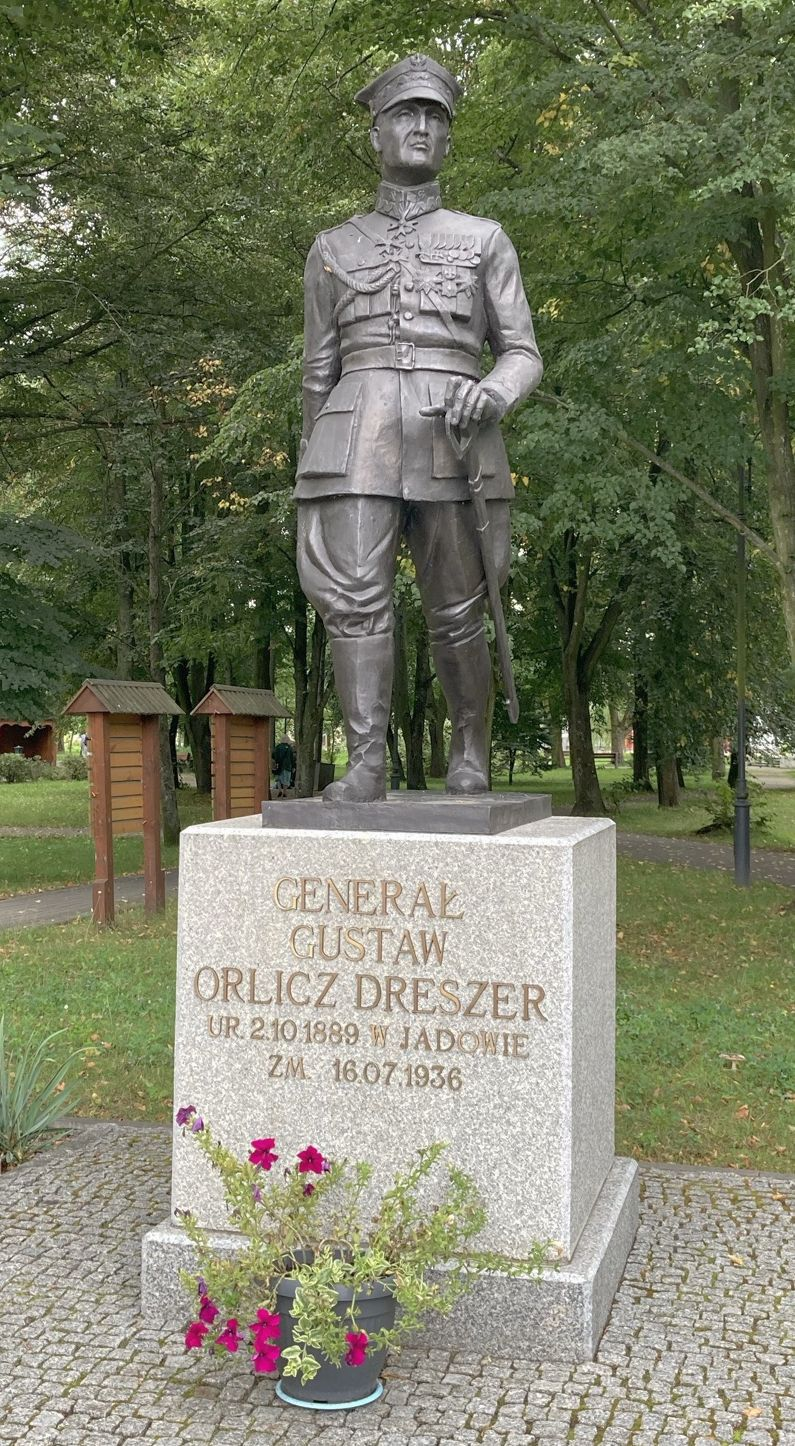
Памятник в Ядуве — месте рождения генерала

9 декабря 1936 года в соборе Святого Духа в Варшаве была открыта мемориальная доска в память полковника Яна Глоговского и генерала Густава Орлич-Дрешера. В 1996 году благодаря дочери Густава — Александры — Дрешер был выбран покровителем 2-й средней школы в Хелме. Орлич также являлся покровителем 16-го Великопольского уланского полка в Быдгоще и 60-й ракетной эскадрильи ПВО в Ольшевнице-Старой. Улицы, названные в честь генерала присутствуют в: Любартуве, Гдыни, Гижицко, Белостоке, Хелме, Ченстохове, Замосцье, Седльце, Козерках, Козерах, его именем названы жилой комплекс в Седльце, парк в варшавском районе Мокотув и аллея в Лодзь-Полесье.

## В культуре
В историческом фильме «Государственный переворот» 1980 года режиссёра Рышарда Филипского роль генерала Густава Орлича-Дрешера исполнил Кшиштоф Хамиец. Действие фильма начинается осенью 1925 года. Перед усадьбой маршала Юзефа Пилсудского в Сулеювеке под Варшавой происходит демонстрация 600 офицеров во главе с генералом Дрешером, требующих возвращения Юзефа Пилсудского в политическую деятельность.

## Личная жизнь
В 1921 году он женился на разведённой Ванде Новацкой (Филоховской по первому мужу), но вскоре их брак распался.
14 мая 1934 года он вступил в новый брак с разведённой американкой Ольгой Эльвирой Сталиньской, урождённой Нил. На этот раз это была гражданская свадьба в ЗАГСе Гдыни. По словам Славомира Копера, оба брака генерала остались бездетными, а Пётр Кардела утверждает, что от первого брака родилась дочь — Александра (умерла 5 августа 2011 года), которая во времена военного положения в ПНР помогала движению «Солидарности», а также была соорганизатором «Друзей Полонии» в Тулузе (фр. Amis de la Pologne).

## Награды
- Серебряный крест ордена Военной доблести № 4405[55] (1921 год)[57]
- Большая лента ордена Возрождения Польши (посмертно, 18 июля 1936 года)[58][40]
- Командорский крест ордена Возрождения Польши (9 ноября 1926 года)[59][60]
- Крест Независимости с мечами (28 декабря 1933 года)[61]
- Крест Храбрых (четырёхкратно)[22]
- Золотой крест Заслуги (17 марта 1930 года)[62]
- Памятная медаль «Участнику войны. 1918—1921» (1928 год)
- Медаль «10-летие обретения независимости» (1928 год)
- Медаль «За спасение погибающих» (1929 год)[63]
- Знак «За верную службу»
- Памятный знак Генерального инспектора Вооружённых сил (12 мая 1936 года)[64]
- Большая лента ордена «За военные заслуги» (посмертно, Болгария)[65]
- Кавалер ордена Короны Румынии (Румыния)
- Кавалер ордена Святого Саввы (Югославия, 1929 год)[66][67]
- Командор ордена Почётного легиона (Франция, 1928 год)[68]
- Кавалер ордена Почётного легиона (Франция, 1921 год)[69]
- Памятная медаль «10-летия освободительных боёв в Латвийской республике» (Латвия, 1930 год)[70]

### Комментарии
1. ↑  По версии Олстовского, все дети были крещены как лютеране, но во взрослой жизни все, кроме младшего брата — Юлиуша — примут католицизм[2].
2. ↑  Имеется в виду то, что устье Вислы находится у Гданьска, а исток — близ Кракова. Соответственно, течение идёт от Кракова в Гданьск.
3. ↑  По версии Олстовского, Орлич был католиком, и поэтому никаких проблем с панихидой не было[2].